# Alf Basnett
Alfred Basnett (10 tháng 4 năm 1893 – 24 tháng 6 năm 1966) là một cầu thủ bóng đá người Anh thi đấu ở vị trí wing half.
Sau khi giải nghệ, ông vận hành một khách sạn ở Burnley.